# テラテラ
テラテラは、日本の女性アイドルグループ。メンバーはプラチナムピクセル所属。改名前の名前はテラス×テラスであり結成（2021年3月）から2024年末まで使用されていた。

## 概要
日本の太陽神でもある「天照大神」の意味を込めて命名され、日に照らされるテラスのような暖かいグループをコンセプトに結成されたアイドルユニットで、2021年3月27日にduo MUSIC EXCHANGEにてデビューした。
2021年1月に始動した「新アイドルプロジェクト」の中で“太陽”をコンセプトにしたアイドルグループとして発表され、同じく“月”をコンセプトにした月に足跡を残した6人の少女達は一体何を見たのか…とは姉妹グループの関係にあたる。

## 略歴

### 2021年
- 1月8日、YouTube上で「新アイドルプロジェクト」の始動を発表[2]。参加メンバーは15人で、前年9月に2泊3日の合宿が行なわれ、12月に“太陽”と“月”という異なるコンセプトのアイドルグループを2組始動することとそのグループ分けをメンバー自身で選択することが発表された[2]。
- 1月15日、グループが決まる模様を収めた動画を公開[3]。同時にグループ名が解禁となり、“太陽”をコンセプトにしたグループがテラス×テラス、“月”をコンセプトにしたグループが月に足跡を残した6人の少女達は一体何を見たのか…とそれぞれ発表された[3]。
- 3月27日、duo MUSIC EXCHANGEにてデビューライブを開催[1]。楽曲「明日の天気は、素敵晴れー」のミュージック・ビデオを公開[4]。
- 7月28日、同日をもって齋藤琴音の卒業を発表[5]。
- 9月5日、オフィシャルサイトを開設[6]。
- 10月3日、お台場・青海周辺エリアにて開催されたTOKYO IDOL FESTIVAL 2021に初出演[7]。
- 10月22日、山本花音が体調不良により活動休止を発表[8]。

### 2022年
- 3月4日、同月25日をもって薮田こもも・山本花音の卒業を発表[9]。
- 3月26日、Shibuya Spotify O-WESTにて「ツキアト×テラテラ1周年記念対バンライブ」を開催[10]。同ライブにて梅原麻緒・森華音・小野崎涼帆の加入を発表[10]。新曲「Happy Smile」を初披露したほか、楽曲のサブスクリプション解禁を発表[10]。
- 6月4日、デビューアルバム『〜ウチら、一生素敵晴れ〜』をデジタルリリース[11]。
- 6月5日、渋谷WWWにて「ツキアト×テラテラ 対バンライブ 日月星辰 〜JITSUGETSUSEISHIN〜 vol.1」を開催[12]。同ライブにて新曲「Get Over!!」を初披露[13]。公式ファンクラブ「すくすく光合成広場」を開設[14]。
- 6月12日、楽曲「Happy Smile」のミュージック・ビデオを公開[15]。
- 9月19日、AKIBAカルチャーズ劇場にて第1回ファンクラブイベントを開催[16]。新曲「夏結び」を初披露したほか、12月30日に年末スペシャルライブを開催することを発表[1]。
- 11月25日、翌月2日よりRadiotalkにてレギュラーラジオ番組『テラス×テラスの照らすらじお』をスタートすることを発表[17]。
- 12月30日、新宿FACEにて年末スペシャルワンマンライブ＜Fairy Land＞を開催[18]。新衣装と新ロゴに加え、新曲「太陽ダーリン」「ハイサイロック」を初披露[19]。

### 2023年
- 3月14日、楽曲「太陽ダーリン」のミュージック・ビデオを公開[20]。
- 3月25日、Shibuya Spotify O-WESTにて「テラス×テラス 2ndワンマンライブ 〜太陽の向こう側〜」を開催[21]。新曲「サンライズ」を初披露[22]。
- 9月16日、I'M A SHOW（旧オルタナティブシアター）にて「テラス×テラス 3rdワンマンライブ 〜君が、君が好きになればいいの〜」を開催。新曲「アイロニーガール」を初披露[23]。
- 10月1日、同年12月16日をもって二葉茉由の卒業を発表[24]。これにより、メンバー全員が21世紀生まれとなる。
- 11月19日、Shibuya Spotify O-EASTにて開催された『SPA! フェス35』内の企画「誌面争奪ライブアイドル頂上決戦」[25]で優勝。翌2024年1月30日発売の『SPA!』同年2月6日号にグラビアが掲載される[26]。

### 2024年
- 3月16日より4月21日まで「テラス×テラス 3rd Anniversary Tour 〜世界で一番幸せになろうね〜」（略称：テラハピツアー）を開催[27]。最終日のZepp Shinjuku公演では、Junxix.作詞・作曲によるセルフタイトルソング『テラス×テラス』を初披露した[28]。
- 9月24日、池原のぞみが体調不良により同年10月15日付で卒業することを発表[29]。
- 11月1日、同年12月22日をもって伊藤詩由・小野﨑涼帆・森華音の卒業を発表[30]。
- 12月28日、「新体制お披露目ライブ」にてねぎためな、田中玲衣奈、黒田かほの新メンバー3名を加えた7名での新体制始動。2025年からグループ名を「テラテラ」に改名、2025年4月4日に４周年記念LIVE「テラテラ！になっても推し続けてくれるよね？」を代官山UNITで開催することを発表。また、4周年ライブで披露される新曲のセンターは「テラテラ第1回センター争奪！炎の3番勝負！！」にて決定する。[31]。

## メンバー
| 名前                        | 愛称                | 生年月日（年齢）       | 出身地   | 血液型 | 身長  | 担当カラー | 期別  | 備考 |
| --------------------------- | ------------------- | ---------------------- | -------- | ------ | ----- | ---------- | ----- | --- |
| 吉田 芽梨奈 よしだ めりな   | めりな、 めりにゃん | 2003年9月24日（21歳）  | 神奈川県 | A型    | 152cm | ピンク色   | 1期生 | 元Shibu3 projectピンククラス                                                                                           |
| 藤田 梨々花 ふじた りりか   | りりか              | 2003年5月29日（21歳）  | 東京都   | O型    | 160cm | 赤色       | 1期生 | 元黄緑色担当(結成〜2024年12月28日) 元Shibu3 projectピンククラス                                                        |
| 池本 しおり いけもと しおり | しおり              | 2002年12月15日（22歳） | 兵庫県   | A型    | 150cm | 紫色       | 1期生 | SUPER VENES |
| 梅原 麻緒 うめはら まお     | まお                | 2003年7月23日（21歳）  | 東京都   | B型    | 160cm | 白色       | 2期生 | 2022年3月26日加入 元Shibu3 projectピンククラス ｢今日、好きになりました。｣「夏空編」出演                                |
| ねぎた めな                 | めななん            | 2005年6月7日（19歳）   | 神奈川県 | O型    | 164cm | 黄色       | 3期生 | 2024年12月28日加入 PLATINUM Princess研究生からの昇格 元Shibu3 projectピンククラス→グリーンクラス 旧名前表記:祢宜田芽夏 |
| 田中 玲衣奈 たなか れいな   | れいれい            | 2000年10月31日（24歳） | 東京都   |        | 155cm | 青色       | 3期生 | 2024年12月28日加入 PLATINUM Princess研究生からの昇格 元スリジエ                                                        |
| 黒田 かほ くろだ かほ       | かほたん            | 2003年8月20日（21歳）  | 埼玉県   |        | 156cm | 緑色       | 3期生 | 2024年12月28日加入 元Newbie lvy                                                                                        |

### 旧メンバー
| 名前                        | 生年月日（年齢）       | 出身地 | 血液型 | 担当カラー | 在籍期間                                   | 備考 |
| --------------------------- | ---------------------- | ------ | ------ | ---------- | ------------------------------------------ | --- |
| 齋藤 琴音 さいとう ことね   | 2004年10月23日（20歳） | -      | B型    | 青色       | 結成 - 2021年7月28日（195日）              | |
| 薮田 こもも やぶた こもも   | 2004年10月14日（20歳） | 東京都 | B型    | 水色       | 結成 - 2022年3月25日（435日）              | 元Shibu3 projectブルークラス 元ぴーおん 現在は『selfish』メンバー「立花ゆり」として活動                                                                    |
| 山本 花音 やまもと かのん   | 2004年1月9日（21歳）   | 埼玉県 | -      | 白色       | 結成 - 2022年3月25日（435日）              | 元Shibu3 projectグリーンクラス |
| 二葉 茉由 ふたば まゆ       | 2000年11月10日（24歳） | 東京都 | O型    | 赤色       | 結成 - 2023年12月16日 （1,066日）          | 初代リーダー 卒業後の2024年10月1日より合同会社1623に移籍に伴い改名をした『LilyS/ash』メンバー「桧山茉由」として活動していたが2025年3月31日をもって卒業した |
| 池原 のぞみ いけはら のぞみ | 2002年6月14日（22歳）  | 埼玉県 | -      | 緑色       | 結成 - 2024年10月15日 （1,370日）          | 2代目リーダー |
| 伊藤 詩由 いとう しゆう     | 2001年6月17日（23歳）  | 東京都 | -      | 黄色       | 結成 - 2024年12月21日 （1,437日)           | |
| 森 華音 もり かのん         | 2006年12月4日（18歳）  | 千葉県 | -      | 青色       | 2022年3月26日 - 2024年12月21日 （1,002日） | 元Shibu3 projectブルークラス |
| 小野﨑 涼帆 おのざき りほ   | 2006年8月6日（18歳）   | 東京都 | -      | 水色       | 2022年3月26日 - 2024年12月21日 （1,002日)  | 元Shibu3 projectイエロークラス |

## 作品

### アルバム
| # | タイトル                 | 発売日       | 販売形態 | 収録内容 |
| - | ------------------------ | ------------ | -------- | --- |
| 1 | 〜ウチら、一生素敵晴れ〜 | 2022年6月4日 | デジタル | 1. Happy Smile 作詞：すぅ、作曲：クボナオキ 2. 明日の天気は、素敵晴れー 作詞・作曲：Junxix. 3. ヒロイン 作詞：すぅ、作曲：佐藤光将 4. 僕に恋しちゃいなよ 作詞・作曲：Junxix. 5. 明日もSunny Days! 作詞・作曲：クボナオキ 6. 君を照らす 作詞：すぅ、作曲：クボナオキ |

## ライブ・イベント

### ワンマンライブ・ツアー
- 年末スペシャルワンマンライブ＜Fairy Land＞（2022年12月30日、新宿FACE）
- テラス×テラス 2ndワンマンライブ 〜太陽の向こう側〜（2023年3月25日、Shibuya Spotify O-WEST）
- テラス×テラス 3rdワンマンライブ 〜君が、君が好きになればいいの〜（2023年9月16日、I'M A SHOW）[23]
- テラス×テラス 3rd Anniversary Tour 〜世界で一番幸せになろうね〜（2024年）[27]
  - 3月16日：福岡・BEAT STATION
  - 3月23日：大阪・梅田バナナホール
  - 3月30日：仙台・LIVE HOUSE enn 2nd
  - 4月6日：名古屋・新栄シャングリラ
  - 4月21日：東京・Zepp Shinjuku

### イベント・参加ライブ
主なもの
2021年
- Stargazer -SG-（9月21日、新宿WALLY）
- HIGH POTION LIVE（9月25日、大阪BEYOND）
- TOKYO IDOL FESTIVAL 2021（10月3日、お台場・青海周辺エリア）
- MAGNETIC FESTIVAL（10月24日、WITH HARAJUKU HALL）

2022年
- New Year Premium Party 2022（1月3日、お台場周辺エリア）
- テラス×テラス単独公演 〜僕に恋し“チャイナ”よ〜（2月26日、Zirco Tokyo）
- ツキアト×テラテラ1周年記念対バンライブ（3月26日、Shibuya Spotify O-WEST）
- ツキアト×テラテラ 対バンライブ 日月星辰 〜JITSUGETSUSEISHIN〜Vol.1（6月5日、渋谷WWW）
- SPARK 2022 in YAMANAKAKO（7月16・17日、山中湖交流プラザきらら）
- TOKYO IDOL FESTIVAL 2022（8月5日、お台場・青海周辺エリア）

2023年
- TOKYO IDOL FESTIVAL 2023（8月6日、お台場・青海周辺エリア）
- SPA! フェス35（11月19日、Shibuya Spotify O-EAST）[25]

## 出演

### ラジオ
- りゅうちぇると高見奈央のiDOL on-line ! （2021年11月10日、渋谷クロスFM） - 二葉、池本のみ。
- テラス×テラスの照らすらじお（2022年12月2日 - 、Radiotalk）

## 書籍

### 雑誌
- MARQUEE Vol.142（2021年4月22日、マーキー・インコーポレイティド）
- IDOL FILE Vol.28 Lolita&Gothic（2022年12月23日、シンコーミュージック・エンタテイメント）- 吉田のみ。
- IDOL FILE Vol.29 Morning Routine（2023年3月10日、シンコーミュージック・エンタテイメント）- 池本のみ。
- MARQUEE Vol.150（2023年5月25日、マーキー・インコーポレイティド）
- SPA! 2月6日号（2024年1月30日、扶桑社）